# Громец
Громец (пол. Gromiec) — польский дворянский герб.

## Описание
В рассечённом щите с серебряной узкой каймой прибитой золотыми гвоздями без числа, в правой половине в золотом поле две перевязи влево, верхняя голубая, окаймлённая чернью, а нижняя красная; в левой половине в серебряном поле пылающая граната.
В нашлемнике три страусовые пера. Герб Громец Лепиже внесен в Часть 2 Гербовника дворянских родов Царства Польского, стр. 211.

## Герб используют
Отставной Полковник бывших Польских войск Иван-Григорий Егорьев сын Лепиже, за оказанные заслуги в военной службе и непоколебимую преданность Престолу, на основании статьи 17-й пункта 2-го лит. е Положения о дворянстве 1836 года, ВСЕМИЛОСТИВЕЙШЕ возведен в потомственное дворянство, грамотою ГОСУДАРЯ ИМПЕРАТОРА и ЦАРЯ НИКОЛАЯ I, 1843 года Марта 9 (21) дня.